# 産児制限

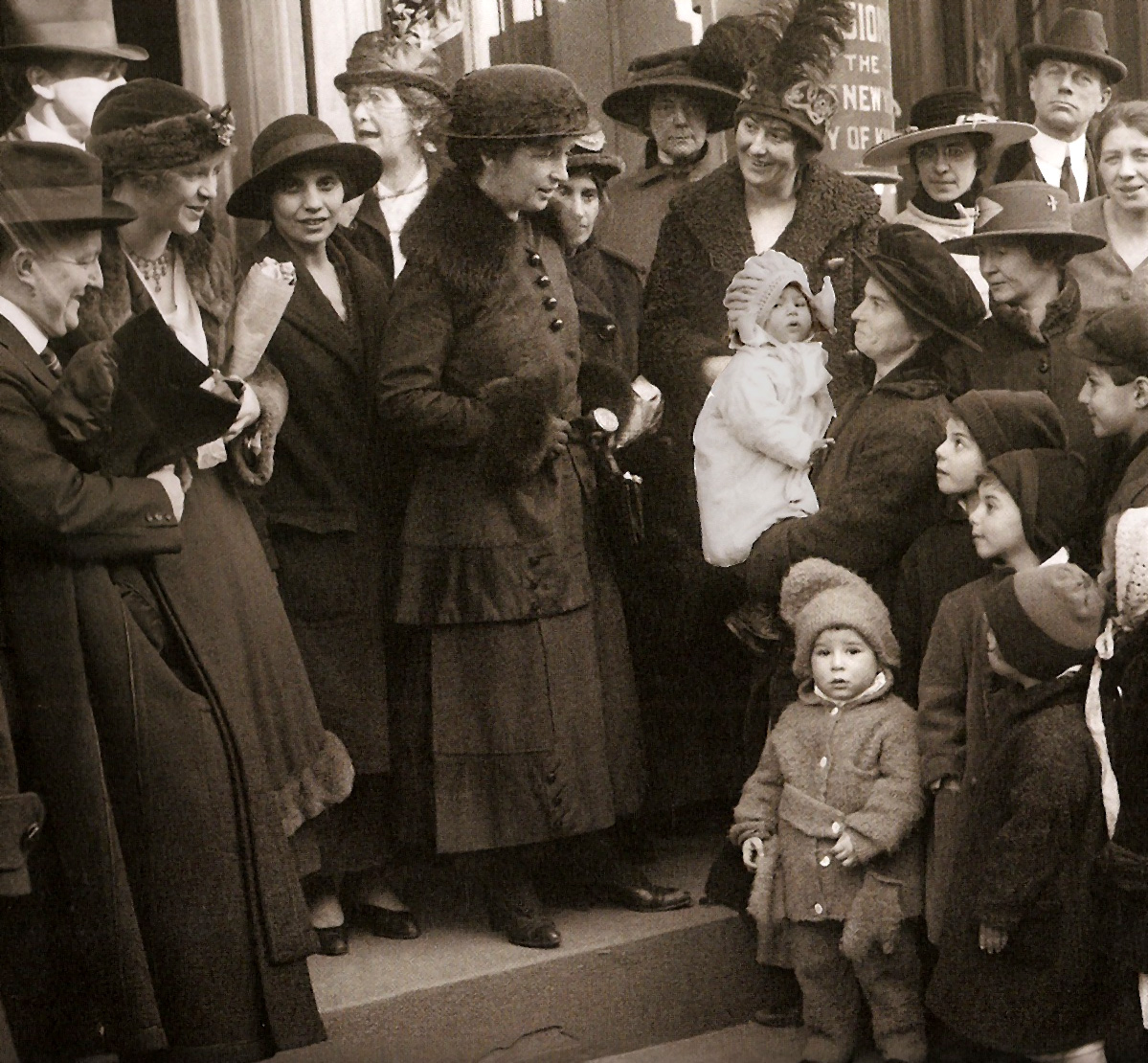
裁判所から退廷するマーガレット・サンガー（1917年）

産児制限（さんじせいげん、英：Birth control）とは、人為的に妊娠、出産、育児を制限することである。産児制限の手段としては、不妊手術ないしは断種、避妊、人工妊娠中絶、幼児殺人（間引き）がある。1920年代にアメリカで社会運動化し世界に波及した。

## 背景

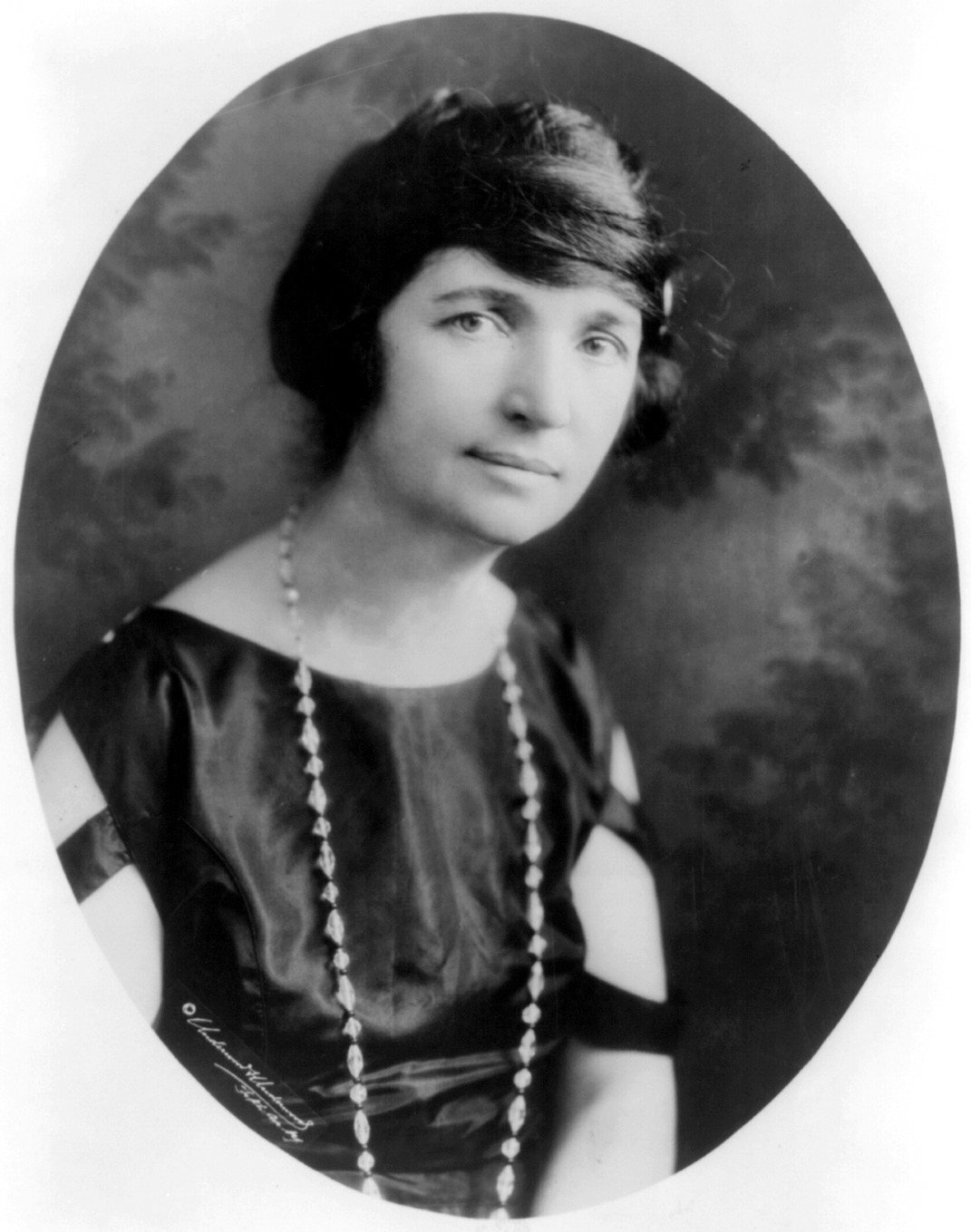
産児制限の先駆者マーガレット・サンガー（1922年）

「Birth Control（バースコントロール）」という表現は、米国のマーガレット・サンガーが当時看護師だった1914年に創刊した著書のなかで、初めて使用されたといわれている。産児制限が行われる背景として、個人の自由意志のほか、家庭の貧困による決断や母体や胎児における医学的な理由がある。また、場合によっては社会の生産性の限界（食糧不足等）などにより、個人の意思に関わらず行われることがあり、人権に深く関わる問題として捉えられている（後述）。
1950年代に欧米の人口学では遠からず世界規模の人口爆発が発生すると予測し、それによって貧困化する第三世界の共産化を防止するという動機から、ローマ・クラブやアメリカの実業家を中心として人口抑制計画が議論され、日本や韓国などのアメリカの影響下にある国や、インドなどの旧植民地など、人口増加が予測されるアジア諸国で政策として家族計画の啓蒙や産児制限が行われた。特に1974年12月にヘンリー・キッシンジャーの下で、アメリカ国家安全保障会議は「国家安全保障課題覚書200」、いわゆる「キッシンジャー・レポート」を作成した。開発途上国の人口爆発は現地政権の基盤を不安定なものとし、引いては米国の安全保障の懸念材料となりうるため、米国政府に対し、発展途上国に対して人口抑制に関する開発援助を実施するよう提言していた。中華人民共和国で1979年から行われた「一人っ子政策」も、ローマ・クラブの人口計画の影響を受けたものである。
文化的・社会的な要求として、就労機会の多寡や家事労働力などの点で女性よりも男性の社会的価値が高いと見なされている社会や、女性を育てることが将来的負担につながると予測される社会では、合理的な判断として男女産み分けのための産児制限が行われている。男女産み分けは、経済成長に伴って出生率が低下し、子供に期待される価値が高くなった地域では、より顕著となっている。
自然状態でも妊娠はある程度コントロールされている。例えば、母体の栄養状態が悪化すると排卵は抑制され、妊娠中は排卵しない。乳房を吸わせて授乳している間も排卵しにくい（無月経、母乳栄養参照）が、それだけでは不足する場面が多い。性科学に述べられているように、生殖以外に性行動を行うのはヒトの重要な特徴の一つである。性生活を十分楽しみ、同時に妊娠出産に計画性を持たせたい場合、産児制限が必要となる。殊にかつての多産多死（子供がたくさん生まれ、幼いうちに沢山死ぬ）から少産少死（出生率と乳幼児の死亡率が同時に減少する）に移行した先進国においては避妊法が広く普及している。

## 日本における産児制限運動
日本の産児制限運動には、マーガレット・サンガーの思想と活動に強く影響を受けていた。

### 歴史
日本では、間引き及び堕胎（人工妊娠中絶）が暗然と行われてきたが、明治政府は両者を法律で禁じた（堕胎罪参照）。また産児制限にも冷淡であり、特に当時は富国強兵政策の一環として「産めよ殖やせよ」政策を取っていた。
1937年には、産児制限が「国体維持に反する可能性がある」として警察が石本（加藤）シヅエを連行、その隙に産児制限相談所を家宅捜索しカルテ等を持ち出した。その結果産児制限相談所は閉鎖に追い込まれた（もっとも、避妊を公然と普及させることには洋の東西を問わず抵抗が強く、マーガレット・サンガーも1914年に米国においてコムストック法（猥褻郵便物禁止法）で起訴され、1916年に産児制限診療所を開設したところ逮捕され懲役刑に処された経緯がある。）。
一方、日本陸軍は各国軍と同様、慰安所を利用する兵士に「突撃一番」と称するコンドームを支給し性病の流行と慰安婦の妊娠を予防した。

### 年譜
日本における受胎調節（避妊・家族計画）年譜
- 1869年（明治2年） - 堕胎禁止令発布。
- 1880年 - 堕胎罪制定。
- 1907年 - 現行刑法の堕胎罪制定。
- 1909年 - 国産コンドーム発売。
- 1922年 - 3月10日、マーガレット・サンガー来日。
  - 各地に受胎調節相談所、産児調節研究会発足。5月、石本恵吉・安部磯雄ら、日本産児調節研究会設立。
- 1924年 - 荻野久作、「人類黄体の研究」学説発表。
- 1929年 - 山本宣治、暗殺される（産児制限運動に参加。1922年のサンガー来日時に通訳を務める）。
- 1931年 - 荻野久作、上記研究を応用した受胎調節法を発表。いわゆるオギノ式避妊法のおこり。
- 1932年 - 太田リング発明（1930年のグレーフェンベルグ・リング発明をうけ）。
- 1934年 - ラテックス製コンドーム開発。
- 1936年 - 避妊リング(IUD)、有害避妊器具に（厚生省の許可は1974年）。
- 1937年 - 母子保健法制定。産児調節運動弾圧。
- 1938年 - 内務省警保局「婦人雑誌に対する取り締まり方針」。
- 1940年 - 国民優生法成立。
- 1941年 - 厚生省「人口政策要綱」。産めよ殖やせよ運動開始。
- 1948年 - 優生保護法成立。
  - エーザイ、「サンプーンループ」（女性用殺精子剤）発売。
- 1952年 - 厚生省「受胎調節普及実施要領発表」。
  - マーガレット・サンガー再来日。
- 1954年 - 日本家族計画連盟発足（サンガーの指導による）。人口問題審議会、家族計画の推進を進言。
- 1955年 - 女性用経口避妊薬（ピル）の臨床試験開始。後に市販される。
- 1965年 - マーガレット・サンガー、勲三等宝冠章叙勲。
- 1967年 - ピル禁止。
- 1969年 - 人口問題審議会中間答申、出生力を回復させることが必要だとする。
- 1970年 - いわゆるウーマンリブの街頭活動開始（合法的な人工妊娠中絶の維持と、ピル解禁を求めていた）。

- 1974年 - 避妊リング解禁。
- 1975年 - 加藤シヅエ、勲一等瑞宝章。
- 1986年 - 低用量ピル治験開始。
- 1988年 - 加藤シヅエ、日本人初の国連人口賞。
- 1992年 - 厚生省中央薬事審議会、ピル解禁見送り。エイズ感染を加速する。
- 1996年 - 母体保護法成立。
- 1997年 - 「マイルーラ」（殺精子剤。フィルム型女性用避妊薬）に環境ホルモン問題（2001年に製造中止）。
- 1999年 - 低用量ピル、銅付加IUD（申請は1977年）、女性用コンドーム（開発は1984年）認可。
- 2011年 - 性交後72時間以内に服薬する緊急避妊薬（アフターピル）認可。
- 2017年 - 厚労省医療用から要指導・一般用への転用に関する評価検討会議でアフターピルの市販薬化について見送り。不十分な性教育、日本女性のピル服用率が低く薬剤による避妊文化がないこと、薬剤師の知識不足を理由として[4]。
- 2019年 - アフターピルのジェネリック販売。処方の際のオンライン診療承認[5]。

## 産児制限と人権

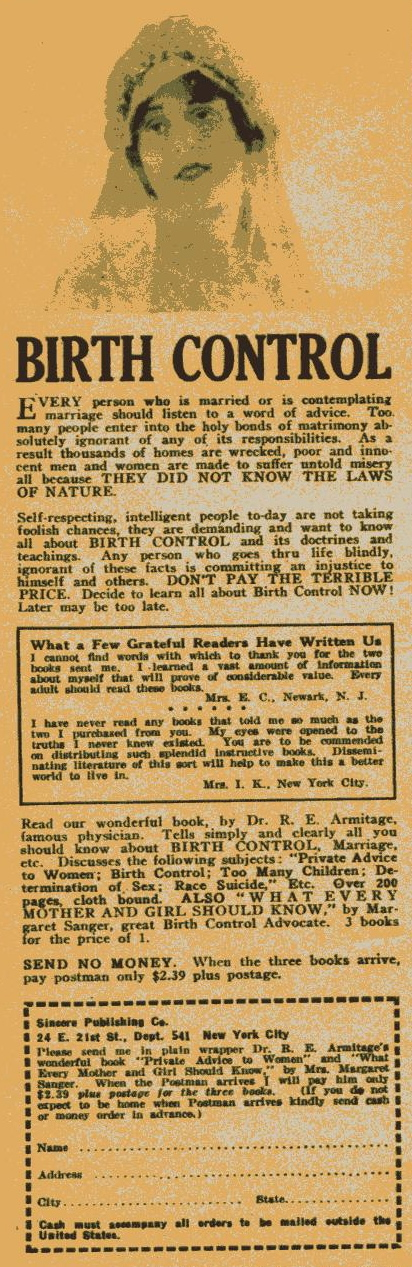
産児制限の広告（1926年・米国）

出産は女性の特権であると同時に、長期間にわたる肉体的・精神的な負担ともなり、時には命の危険すら伴う（出産難民参照）。出産を巡る男女の差はかように大きく、例えば合法な産児制限が行われなかった時代には、闇堕胎や見よう見まねの自己堕胎が行われ、この際命を失うのは胎児の他は女性に限られたのである。
このように「子供を産まない権利」あるいは「いつどのように出産するかを女性自身が決定する権利」は女性の人権に深く関わる。ところが、胎児を人と見なした場合の胎児の人権も関係してくるため、問題は複雑になる。産児制限は身売り、口減らし、間引き、生活に行詰った結果の母子心中によって失われる子供の命を減少させる効果がある一方、避妊法の中でも受精卵の着床を防ぐ技術（IUD、モーニングアフターピル）や胎児を殺す技術（人工妊娠中絶、減胎手術）に対しては厳しい批判がある。人工妊娠中絶やモーニングアフターピルは強姦被害にあった女性の救済策としても用いられ、減胎手術は母体と他の胎児を救うため行われるため、尚更問題が複雑化する。女性の権利と胎児の権利の内で、前者に重きをおく立場をプロ・チョイス、後者に重きをおく立場をプロ・ライフと呼ぶ。
厚生労働省の医療用から要指導・一般用への転用に関する評価検討会議では、経口妊娠中絶薬の市販化について審議されたが、アメリカなどの緊急避妊ピルを常時使用している環境と比較した性教育の不十分さや薬剤師の知識不足による誤解などを懸念することを産婦人科医会医師などが反対理由として表明している。アメリカでは大学区校内の自動販売機でこの薬が購入できる一方、日本において人工妊娠中絶は病気でなく自費診療で相場は15万円前後であるため、緊急避妊薬が容易に手に入るような環境が広まると、結果として産婦人科医の人工妊娠中絶の件数減少により収入が減る可能を医師が懸念する可能性を指摘する意見もあり、中絶が「罪人に対する処罰」であり産婦人科医の「いい金づる」とも表現されている。一方で、産婦人科医からは中絶薬を使用することで起こる不正出血を防ぐための入院もあり得るとして、開業医の収入は減らず女性自身の負担が増加する可能性を述べる者もいる。海外で承認されている子宮内避妊システムの小さいものの利用、腕に入れるインプラント、皮膚に貼るシールの利用を含め「産む、産まない」の選択を女性自身が決める「リプロダクティブ・ヘルス・アンド・ライツ」の権利が尊重される必要がある。

### 産児制限の主体
日本の厚生省は夫婦が主体的に行う産児制限（特に避妊）を家族計画と呼んだ。ここでは家庭内での男女の権利が両者共確立していることが重要であり、家庭内で女性を抑圧する構造があれば家族計画の主体性は空文と化す。例えば、夫がコンドームの利用を拒否したり、一定期間の禁欲を必要とする避妊法を拒否したりする場合である。
女性が主体となって行える避妊法にはIUD、不妊手術、女性用コンドーム、経口避妊薬があるが、年譜から見て取れるように、日本の厚生省は女性が主体になる避妊法、特に経口避妊薬に関しては頑なに拒否態度を取り続けた。これらにはAIDSを含む性病を予防する効果がないことが理由として挙げられている。
前記のように日本では、国民の側に産児制限への需要があったが、国によっては、政府の意思で産児制限を行う場合がある（一人っ子政策等）。更に特定の集団/個人に対して強制的に産児制限が実行されることがある。優生学を背景にした断種がそれである。ナチス・ドイツの政策により引きおこされた悲劇は有名であるが、日本でも優生保護法に基づき精神障害者、ハンセン病患者に断種を施した例が多数知られている。ハンセン病、断種を参照されたい。

### 産児制限とフェミニズム
産児制限はフェミニズムとの関連が強い。前述の通り戦前の日本では女性の権利が抑圧されるのと平行して産児制限に対する風当たりが強かった。平塚らいてうらの堕胎論争、青鞜発禁事件、産児制限関係者の連行などがそれを物語っている。
なお、現在の日本の刑法では、母体保護法（以前は優生保護法）第14条に基づいて行う堕胎（人工妊娠中絶）以外での人工妊娠中絶は犯罪（堕胎罪）である。

### 産児制限と女性の身体性
近代産業社会が男女問わず人間の身体性を低く評価することで成立していることは早くから議論されてきた。これを論じているのは社会学者とは限らず、題名が話題となった『オニババ化する女たち』（2004年、ISBN 4334032664）の中で、疫学研究者である三砂ちづるは女性の身体性の喪失を嘆いている。同書の中で三砂は、性関係における質の高さ（性科学参照）及びそこから帰結される妊娠と出産は女性にとって特に重要であるとし、その中でも出産経験の重要性をJICAの事業等で自身が経験した様々な例を元に指摘している。日本では若年者の性行為や出産に対する社会の扱いが極めて冷たく、若い親に対するサポート（例えば、子育て後に高等教育やキャリアの蓄積が可能であるようにすること）に欠けていること、性教育と称してもっぱら「セックスさせない」「出産させない」教育が行われていること、身体性に関する親世代から子世代への「知恵」の継承が失われていることに疑問を投げかけている。

## 産児制限と宗教
キリスト教、特にカトリック教会では生命尊重の立場から伝統的に人工妊娠中絶に反対する立場をとってきた。
カトリック教会内の保守層は、人工的な手段による避妊を否定している。ただしオギノ式は自然な産児制限として認められていた。1991年に篠田達明が荻野久作の業績を扱った著作に『法王庁の避妊法』というタイトルをつけ、同名で舞台化もされたことからオギノ式が「法王庁の避妊法」という呼び名とセットにされることがある。ただ、カトリック教会が「自然産児制限」を認めているだけでオギノ式理論を特定して認めているというわけではない。
しかし実際にはカトリック世界でも広く間引きや中絶は行われている。

## 貧困と産児制限
日本では1958年、厚生省が生活保護法適用家庭と低所得者層の約100万人に対して、貧困層の子だくさんを解消するために受胎調節を進めることを検討したことがある。生活保護層への予算配分は、日本助産婦会も予算付けの陳情を行っていた。

## 参考書籍
- 太田素子編「近世日本マビキ慣行史料集成」刀水書房 ISBN 4-88708-209-6